# Euryopis chatchikovi
Espèce
Euryopis chatchikovi est une espèce d'araignées aranéomorphes de la famille des Theridiidae.

## Distribution
Cette espèce est endémique de Russie. Elle se rencontre dans le district fédéral du Sud.

## Publication originale
- Ponomarev, 2005 : New and interesting finds of spiders (Aranei) in the southeast of Europe. Vestnik Yuzhnogo Nauchnogo Tsentra RAN, Rostov, vol. 1, no 4, p. 43-50.